# 中市街道 (六安市)
中市街道，是中华人民共和国安徽省六安市金安区下辖的一个乡镇级行政单位。

## 行政区划
中市街道下辖以下地区：
迎宾社区、人民新村社区、九墩塘社区、油坊桥社区、康乐社区、小南海社区和前进社区。